# Gadolinit-(Ce)
Gadolinit-(Ce) (Segalstad & Larsen, 1978) je minerál pojmenovaný po svém objeviteli, finském mineralogovi Johanu Gadolinovi. Pod tímto pojmenováním je znám od roku 1800. Gadolinit je složen převážně z ceru, díky kterému získal příponu (Ce), jakožto dominantní prvek v molekule. Dále je složen z lanthanu, neodymu a yttria, což z něj činí minerál s vysokým obsahem kovů vzácných zemin. Jedná se o člen gadolinit-datolitové skupiny.

## Vznik
Vzniká v syenit-pegmatitových žilách podél kontaktu mezi čedičem a monzonitem. Může se stát, že do své molekuly byl schopen vtěsnat uran a thorium. Tyto prvky dokazují magmatický cyklus, kterým prošel.

## Vlastnosti
- Fyzikální vlastnosti: Tvrdost 6,5 – 7, křehký, hustota 4,2 g/cm³, štěpnost chybí, lom lasturnatý.
- Optické vlastnosti: Barva je černá, temně rudá, hnědá nebo nazelenalá. Lesk skelný, průhlednost: je průsvitný, vryp zelenošedý. Je pyrognomický, což znamená, že září již při malé teplotě.
- Chemické vlastnosti: Složení: La 10,94 %, Ce 16,68 %, Vzácné zeminy 17,89 %, Y 4,98 %, Be 2,93 %, Fe 7,23 %, Si 9,93 %, O 28,00 %, příměsi Mn, Mg, Ti, Al, B. Rozpustný v teplé HCl, před dmuchavkou se netaví. Může být slabě radioaktivní.

## Parageneze
Tento minerál se často vyskytuje společně s monazitem-(Ce), adulárem, albitem a křemenem.

## Podobné minerály
Příbuzný minerál je Gadolinit-(Y).

## Využití
Jedná se o poměrně vzácný minerál, který se využívá převážně na zisk zemin vzácných kovů.

## Výskyt
- Vysoké Taury, Salcburk, Rakousko
- Harz, Dolní Sasko, Německo
- Baveno, provincie Verbano-Cusio-Ossola, Piemont, Itálie
- Bjørkedalen, Porsgrunn, Telemark, Norsko (typová lokalita)
- Jefferson County, Colorado, USA